# Toon Disney
Toon Disney var i Norden en systerkanal till Disney Channel, och till skillnad från storasystern sände den enbart tecknat. Kanalens sändningar i de nordiska länderna upphörde den 11 september 2009. Den svenska versionen av Toon Disney sändes via Viasat, Canal Digital, Com Hem, Tele2 och Telia. Kanalen lanserades i USA 18 april 1998 och lanserades därefter i en rad andra länder.
Den 12 september 2009 ersatte den reklamfinansierade kanalen Disney XD sändningarna av Jetix och Toon Disney i Norden. I USA lanserades Disney XD den 13 februari 2009, också där som en ersättare till Toon Disney.

## Toon Disney i Skandinavien
År 2005 inledde Toon Disney sina svenska sändningar, med distribution hos Viasat och Com Hem. Precis som de övriga skandinaviska versionerna av Disneys kanaler sände Toon Disney med tre olika ljudspår för vart och ett av de skandinaviska språken (danska, norska och svenska), men med samma bild. I kanalens grafik förekommer det mycket få ord för att kanalen ska passa tittare i alla de tre länderna. 
Den skandinaviska versionen Toon Disney och de övriga Disneykanalerna hade ingen reklam utan finansieras av abonnemangsavgifter. Hos Viasat ingick kanalerna i de två större kanalpaketen (Silver och Guld) och hos Com Hem och fanns de i Large-paketet.  Telia erbjöd ett helt kanalpaket med Disney-kanaler. Förutom Toon Disney ingick även Disney Channel, Playhouse Disney och en "Video On Demand"-tjänst med Disney-serier.

## Serier
Serier som har visat på Toon Disney under 2005-09:
- Aladdin
- American Dragon: Jake Long
- Brandy & herr Morris
- Bumbibjörnarna
- Buzz Lightyear, rymdjägare
- Darkwing Duck
- Dave Barbaren
- De 101 Dalmatinerna
- Den Lilla Sjöjungfrun
- Det surrar om Maggie
- Doug
- Fairly Odd Parents
- Fillmore
- Herkules
- Hos Musse
- Jimmy Cool
- Kejsarens nya skola
- Kid vs Kat
- Kim Possible
- Knatte, Fnatte & Tjatte på äventyr
- Lilla Djungelboken
- Lilo & Stitch: Serien
- Lloyd i rymden
- Luftens hjältar
- Långbens galna gäng
- Nya äventyr med Nalle Puh
- Pepper Ann
- Piff och Puff
- Pippi Långstrump
- Quack Pack
- Rasten
- Timon och Pumbaa
- Trollsagor

Ibland visade man även tecknade filmer.